# Аксы-Барлык
Аксы-Барлык (тув. Аксы-Барлык), Алдын-Булак — село в Барун-Хемчикского кожууне Республики Тыва. Административный центр и единственный населённый пункт Аксы-Барлыкского сумона.

## География
Село находится у впадения р. Барлык в р. Хемчик.
Улицы
ул. Культура, ул. Малчын, ул. Найырал, ул. Сай-Хонаш, ул. Херел, ул. Хову, ул. Шивээлиг, ул. Эрик.
К селу примыкают местечки (населённые пункты без статуса поселения м. Бригада, м. Даг-Дозу, м. Доора-Буга, м. Кара-Даш, м. Кара-Хая, 668048 м. Кужурлуг-Хову, м. Кызыл-Шаараш, м. Сайыр, м. Тар-Узук, м. Тевелдир, м. Тей-Дозу, м. Улуг-Хову, м. Хараганыг-Даг, м. Хонделен-Аксы, м. Чаа-Барлык, м. Чик, м. Шол, м. Шолдээ-Мажалык, м. Ыргактыг-Хову,
Географическое положение
Расстояние до:
районного центра Кызыл-Мажалык: 13 км.
областного центра: Кызыл 289 км.
Ближайшие населенные пункты
Барлык 9 км, Кызыл-Мажалык 12 км, Дон-Терек 14 км, Ак-Довурак 15 км, Хонделен 16 км, Бижиктиг-Хая 16 км, Тээли (Бай-Тайга) 18 км, Эрги-Барлык

## Население
| 2002 | 2010 | 2011 | 2012 | 2013 | 2014  | 2015 |
| ---- | ---- | ---- | ---- | ---- | ----- | ---- |
| 758  | ↗934 | ↘932 | ↘919 | ↗925 | ↘916  | ↗918 |
| 2016 | 2017 | 2018 | 2019 | 2020 | 2021  |      |
| ↘901 | ↘897 | ↗910 | ↗919 | ↗920 | ↗1024 |      |

## Инфраструктура
МАОУ СОШ с. Аксы-Барлык
детсад «Арыкчыгаш» с. Аксы-Барлык
Отделение почтовой связи «Аксы-Барлык»
Сотовая связь
Действуют 3 оператора сотовой связи — Билайн, МТС и Мегафон.

## Транспорт
Автодорога местного значения.